# Transferstelle Warschau
Die Transferstelle Warschau war während der deutschen Besetzung Polens im Zweiten Weltkrieg vom 1. Dezember 1940 an für den Personen- und Wirtschaftsverkehr mit dem Warschauer Ghetto und damit auch für dessen Lebensmittelversorgung zuständig. Die Lebensmittellieferungen durch die Transferstelle sollten zuerst ausschließlich durch die Übergabe von angeblich verborgenem jüdischen Vermögen und begehrten Gütern finanziert werden. Dabei wurde ein Hungersterben in Kauf genommen. 
Ende April 1941 wurde die Transferstelle neu ausgerichtet: Sie sollte Produktionsstätten schaffen, damit sich das Ghetto aus eigener Wirtschaftskraft versorgen konnte. Mit Beginn der Auflösung des Warschauer Ghettos ab Juli 1942 war die Transferstelle nur noch mit der eigenen Abwicklung beschäftigt.

## Die Transferstelle bis Frühjahr 1941
Auf Anordnung von Waldemar Schön, dem Leiter der deutschen Distriktsverwaltung, sollte vom 1. Dezember 1940 an die Transferstelle Warschau den Wirtschaftsverkehr zwischen dem Warschauer Ghetto und der Außenwelt regeln und kontrollieren. Erster Leiter der Transferstelle, zunächst einer Untergruppe der Abteilung Umsiedlung für den jüdischen Wohnbezirk, war Alexander Palfinger, der später (ab Mai 1941) als Judenreferent in Tarnopol eingesetzt wurde. 
Die Abschließung des Ghettos verschärfte die Hungersnot, denn die Lebensmittellieferungen, die ausschließlich über die Transferstelle abgewickelt werden sollten, waren an die Übergabe „jüdischer Werte“ gebunden. Wareneinkäufe sollten nur gegen „entsprechende Vorauszahlungen in Waren und Devisen seitens des Judenrats“ erfolgen. Dabei war absehbar, dass der Ernährungsbedarf der im Ghetto eingeschlossenen Juden auf diese Weise nicht gedeckt war: Gerechnet wurde mit 622 kcal je Person, mit 955 kcal für Arbeiter und Höchstsätzen von 1308 kcal für Schwerstarbeiter.
In einer Besprechung führender deutscher Besatzungsfunktionäre wurde am 3. April 1941 kontrovers diskutiert, wie die defizitäre Zahlungsbilanz des Wirtschaftsverkehrs ausgeglichen werden könne. Rohstoffe müssten dafür in das Ghetto hinein- und fertige Waren herausgebracht werden. Zu diesem Zweck wurde ein Kreditbedarf von 30 bis 40 Millionen Zloty angenommen.
Eine Gutachterkommission hatte bemängelt, der Transferstelle fehle für eine Kreditaufnahme eine rechtliche Grundlage.  Daher wurde die Transferstelle im Mai 1941 zur Anstalt öffentlichen Rechts deklariert; zugleich wurde der Bankier Max Bischof, bislang Koordinator der polnischen Banken im Generalgouvernement, als Leiter eingesetzt.

## Tätigkeit unter Max Bischof
Als Ziele nannte Bischof den Einsatz der jüdischen Arbeitskräfte nach den kriegswirtschaftlichen Notwendigkeiten; für den Unterhalt des Ghettos sollten die finanziellen Aufwendungen aus staatlichen Mitteln möglichst gering gehalten werden. Bischof warb deshalb intensiv für die Ansiedlung privatwirtschaftlicher polnischer und deutscher Betriebe, die wegen außerordentlich geringer Lohnkosten große Gewinne erwarten durften. Um eine Art „freie Marktwirtschaft“ vorzutäuschen, wurden beispielsweise Beschlagnahmen eingestellt. Im Juni 1941 waren rund 36.000 Beschäftigte registriert, geschätzt 15.000 waren in Kleinstbetrieben oder Heimarbeit tätig, aber rund 76.000 waren noch als arbeitssuchend gemeldet.
Für die Ansiedlung von Unternehmen warb auch die „Deutsche Firmengemeinschaft Warschau GmbH“, der zudem die Verantwortung über die vormals vom Judenrat gelenkte „Jüdische Produktionsgesellschaft“ übertragen wurde. Zu den bekanntesten deutschen Unternehmen gehörten die Danziger Firma Bernhard Hallmann & Co (Tischlerei), Schultz & Co. (Leder-, Filz- und Pelzwaren, Danzig), Oschmann-Leszczynski (Kleiderfabrikation), Wilhelm-Döring-Apparatebau GmbH und – mit 20.000 Beschäftigten -  Walter Caspar Többens (Kleiderfabrikation, Bremen). Die monatlichen Ausfuhrleistungen an Lohnarbeit und Fertigwaren stiegen von 50.000 Zloty über 3,6 Millionen Zloty im Dezember 1941 auf 16,5 Millionen Zloty im Juli 1942.
Die Transferstelle erhob Gebühren für Genehmigungen im Warenverkehr, der über ein eigenes Umschlaglager lief. Strittig war zwischen Stadtverwaltung, Finanzinspektion und der Transferstelle, wie anfallende Kosten für Müllabfuhr, Beleuchtung, Abwasser und Stadtreinigung und für die Lieferung von Wasser, Strom und Gas ins Ghetto beglichen werden sollten.
Für die beschäftigten Juden und ihre Angehörigen sicherte der ökonomische Erfolg zunächst ein Überleben; er beseitigte aber nicht den katastrophalen Mangel im gesamten Ghetto. Die Sterberaten blieben 1941 und 1942 höher als in Konzentrationslagern im Deutschen Reich.

## Liquidierung der Transferstelle
Im Laufe der Zwangsräumung des Warschauer Ghettos gingen die verbliebenen Rüstungsbetriebe in die Regie des SS- und Polizeiführers über, und die Arbeit der Transferstelle wurde mit Wirkung vom 1. September 1942 förmlich beendet. Der verbleibende Rest des Jahres galt hauptsächlich der Abwicklung und der Kündigung der etwa siebzig deutschen Mitarbeiter der Transferstelle. Sie befasste sich zudem noch mit der Auszahlung von Ernährungszulagen für die SS, die nunmehr allein für das Leben und Sterben im Ghetto zuständig war.

## Deutungen
Im Ghetto war Arbeit die einzige Möglichkeit, um die grundlegenden materiellen Bedürfnisse zumindest annähernd befriedigen zu können. Zwangsausübung im eigentlichen Sinne war nicht erforderlich, und die übergroße Anzahl der arbeitenden Juden war bis Mitte 1942 „weitgehend aus eigenem Willensentschluss und gegen Entlohnung in Form von Bargeld oder Nahrungsmitteln tätig.“ Aber schließlich obsiegte der eliminatorische Rassenwahn über die wirtschaftliche Vernunft; trotz der umfangreichen wertschaffenden Arbeit der im Warschauer Ghetto lebenden Juden begann im Sommer 1942 deren Vernichtung. Mit den Deportationen in die Vernichtungslager löschten die deutschen Besatzer einen zentralen Teil der Wirtschaft des Generalgouvernements aus.
Christopher Browning schildert Auseinandersetzungen von führenden Amtsträgern, die im April 1941 zu einer Wende in der Ghettopolitik und damit verbunden zur veränderten Aufgabenstellung der Transferstelle führten. Die eine Seite wollte Lebensmittellieferungen nur zulassen, wenn größere Geldvermögen und wertvolle Güter – die fälschlich im Ghetto vermutet wurden – dafür abgeliefert würden. Das war faktisch eine Politik der Vernichtung durch Hunger. Andere rechneten nicht mit einem raschen Abtransport der Juden und wollten Produktionsstätten und Arbeitsplätze schaffen, um eine minimale Versorgung der Ghettobewohner ohne öffentliche Subventionen zu erreichen. Mit der im Juli 1942 beginnenden Liquidierung des Ghettos wurden die sich anbahnenden wirtschaftlichen Erfolge der Transferstelle, die zu einer besseren Versorgung hätten führen können, zunichtegemacht.
Anders schätzen Götz Aly und Susanne Heim die Wirkung der Transferstelle ein. Eine schärfere Absperrung des Ghettos habe den Schwarzhandel gedrosselt und die Lebensmittelpreise in die Höhe schnellen lassen. Sämtliche Vergünstigungen, die der Judenrat für die Bedürftigsten eingeführt hatte, seien abgeschafft worden. Die Menge der ins Ghetto gelangten Nahrungsmittel sei „in keiner Weise“ erhöht worden; die Lebensmittel seien nur zu Lasten der „unproduktiven“ Menschen anders verteilt worden. Die Zahl der Hungertoten stieg nachweislich rapide an. Unmittelbar Schuld daran trüge die neu organisierte Transferstelle, die satzungsgemäß für die „Bedarfsdeckung“ im Ghetto verantwortlich zeichnete.